# Mustapha Kouici
Mustapha Kouici (M'doukel, Argelia francesa, 16 de abril de 1954) es un exfutbolista de Argelia que jugaba en la posición de lateral izquierdo.

## Carrera

### Club
| Periodo   | Club               |
| --------- | ------------------ |
| 1968-1980 | CR Belouizdad      |
| 1980-1982 | USM Alger          |
| 1982-1984 | Olympique de Médéa |

### Selección nacional
Jugó para Argelia en 49 ocasiones de 1976 a 1984 y anotó tres goles; participó en la Copa Mundial de Fútbol de 1982, los Juegos Panafricanos de 1978 y en dos ediciones de la Copa Africana de Naciones, siendo parte del equipo ideal en la edición de 1980.

## Logros

### Club
- Campeonato Nacional de Argelia (2): 1968–69, 1969–70
- Copa de Argelia (4): 1968–69, 1969–70, 1977–78, 1980-81
- Copa de Campeones Magreb (3): 1970, 1971, 1972

### Selección nacional
- Juegos Panafricanos (1): 1978

### Individual
- Equipo Ideal de la Copa Africana de Naciones 1980.